# 宇日流紋岩の流理
宇日流紋岩の流理（ういりゅうもんがんのりゅうり）は、兵庫県豊岡市北部の竹野海岸の平井の鼻から宇日海岸・田久日海岸にかけての海岸線に連続する宇日流紋岩を指す。
約300万年前から200万年前の新第三紀鮮新世照来層群高山累層宇日流紋岩層の露頭で、宇日流紋岩の大断崖、奇岩、球顆状流紋岩などがみられる。一帯は山陰海岸国立公園および山陰海岸ジオパークに属し、兵庫県の天然記念物に指定されている。

## 所在地
兵庫県豊岡市竹野町田久日字向山

## 交通アクセス
- JR山陰本線 城崎温泉駅から全但バス
- JR山陰本線 豊岡駅・竹野駅から全但バスまたは豊岡市営バス・イナカー竹野海岸線

## 周辺
- 城崎マリンワールド
- 竹野海岸
  - 竹野浜、淀の洞門、はさかり岩、猫崎